# Bob Weinstein
Robert "Bob" Weinstein (18 de octubre de 1954) es un productor de cine estadounidense. Fue el fundador y director de Dimension Films, excopresidente de Miramax Films, fue también jefe de The Weinstein Company y cofundador junto con su hermano Harvey. 
Se ha centrado en realizar películas de acción y terror de éxito comercial.
- Datos: Q888311